# Dendrocephalus affinis
Dendrocephalus affinis är en kräftdjursart som beskrevs av Pereira 1984. Dendrocephalus affinis ingår i släktet Dendrocephalus och familjen Thamnocephalidae. Inga underarter finns listade i Catalogue of Life.